# Lohrville (Iowa)
Lohrville – miasto w Stanach Zjednoczonych, w stanie Iowa, w hrabstwie Calhoun. W 2000 liczyło 431 mieszkańców.